# Ciocănitoare albă
Ciocănitoarea albă (Melanerpes candidus) este o specie sud-americană de ciocănitoare (familia Picidae) originară din pășunile împădurite din Surinam, Guyana Franceză, Brazilia, Bolivia, Paraguay, Uruguay și Argentina. Este o pasăre de un alb strălucitor, cu aripi negre și un mic ochi galben aprins distinctiv. IUCN a clasificat-o drept „specie care prezintă cea mai mică îngrijorare”.

## Taxonomie
Specia a fost descrisă pentru prima dată ca Melanerpes candidus în 1796 de naturalistul francez Bernhard Christian Otto, localitatea tip fiind Cayenne. Uneori este plasată în genul propriu Leuconerpes, dar prezintă multe asemănări morfologice cu Melanerpes. Nu sunt cunoscute subspecii (monotipic).